# Now I'm Here
„Now I'm Here“ je singl britské rockové skupiny Queen. Kapela píseň vydala na jejich v pořadí třetím studiovém albu Sheer Heart Attack v roce 1974. O rok později (v roce 1975) byla skupinou vydána též jako singl, na jehož B-stranu byla umístěna píseň Lily of the Valley. Dostal se také do první kompilace Queen Greatest Hits z roku 1981.

## Struktura
Píseň je zajímavá svou strukturou: nastávají v ní rychlé změny žánrů. Začíná rockem a následně se střídají metal s hard rockem a klasickým rockem. Zajímavé jsou části, kdy Freddie Mercury zpívá stoupající melodii po půltónech a bezprostředně následuje metalová a hard rocková pasáž.

## Historie
Now I'm Here napsal roku 1974 kytarista skupiny Queen, Brian May v nemocnici, po předčasném návratu z amerického turné Queen II Tour ze zdravotních důvodů. Ostatní členové Queen na písni začali pracovat bez něj a May se k nim připojil až o měsíc později, po propuštění z nemocnice.
Skupina píseň ale ještě v roce 1974 nahrála a vydala na dalším studiovém albu Sheer Heart Attack a o rok později (1975) se ji rozhodli znovu publikovat jako singl, na jehož stranu B zařadili píseň Lily of the Valley. Píseň se hned stala velkým hitem a začala dobývat žebříčky hitparád, kde se nakonec ukotvila na 11. příčce.
Píseň je také stálice v obvyklém repertoáru skupiny Queen na koncertech.

### Živá vystoupení
Píseň se do repertoáru skupiny Queen dostala hned v roce 1974 při Sheer Heart Attack Tour a později se stala nedílnou součástí každého dalšího turné.
Queen tedy píseň hráli živě mezi lety 1974–1986.

### Obsazení nástrojů
- Freddie Mercury – hlavní zpěv
- Brian May – elektrická kytara (Red Special), doprovodné vokály
- Roger Taylor – bicí, doprovodné vokály
- John Deacon – basová kytara

### Vydání
- Album „Sheer Heart Attack“ – 1974
- Nahrávka na živém albu Live at Rainbow '74 – 1974
- Singl „Now I'm Here/Lily of the Valley“ – 1975
- Nahrávka na živém albu A Night at the Odeon – 1975
- Nahrávka na živém albu Live Killers – 1979
- Originální studiová nahrávka na kompilačním (výběrovém) albu „Greatest Hits“ – 1980
- Nahrávka na živém albu Rock Montreal '81 – 1981